# びんご畳表

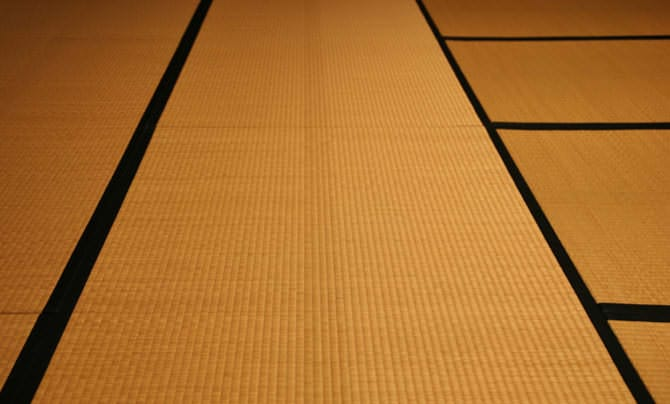
京都迎賓館桐の間。備後地草を用いた備後表（中継ぎ表）。

びんご畳表（びんごたたみおもて）は、備後国、現在の広島県福山市および尾道市で生産されている畳表。広島県藺製品商業協同組合が管理する地域団体商標（第5175003号）。
古くから備後表（びんごおもて）の名で知られ、近世には宮中や幕府の献上表・御用表の指定銘柄、現代でも国宝級建築物の修理に指定される、畳表の最高級ブランドである。ただ昭和30年代以降（1955年以降）、産業構造や生活習慣の変化により生産量が減少し、原料となる備後産イグサの絶滅が危惧される状況にまでなった。現在イグサの増反、備後表の保全と継承に向けて活動が続いている。

## 特徴
広島県藺製品商業協同組合が公表するびんご畳表の特質は以下の通り。
産地の中心は中国地方瀬戸内海側の沼隈半島とその周辺、旧沼隈郡と旧御調郡にあたる。この地で生産が盛んになった地理的背景は以下の通り。
- 気候 : イグサは冬に植え、梅雨明けに刈り入れて畳用に乾燥させる[11]。冬はそれほど冷え込まず、夏もそれほど雨の降らない瀬戸内海式気候のこの地は畳表製造に最適な気候だった[4][15][7]。
- 土壌
  - 有機質に富んだ粘土質の土壌がイグサ栽培に向いている[4][15][7]。
  - イグサを刈り取った後、光沢を良好にし日焼け止めや保湿・香りを付与するため泥染めという作業がある。広島県産の染土にはイグサ産地近辺の古生層あるいは花崗岩・花崗斑岩に由来するもの（真砂土）が用いられており、砂分が多く、空気に晒しても変色変質しない[15][16]。この染土によって出る銀白色が備後表の特徴になる[3][17]。

イグサは日本全国に分布し、備後の他地域で莚・畳が作られていた記録がある。その中でこの地域が畳表の産地として有名になったのは、中世に「備後」ブランドが確立したこと、近世の備後福山藩および広島藩の品質保護政策によるところが大きく、近代においては他産地よりブランド力が高く供給量も多かったことから輸送交通網の発達に伴いこの地域産に特化された側面もある。
織り方で大きく分けて2つに分類される。
- 引通し表 : 1本の長いイグサを用い、右から左、又左から右と、両端に引き通るように織る[18][19][9]。
- 中継ぎ表 : 2本の短いイグサを用い、両端から通して中央で継いで織る[18][19][9]。とくに中継ぎ表は備後地方で発明されたものである。

地域団体商標登録における指定商品は以下の通り。
つまりイグサは他地方産であっても、備後地方の認定業者が加工した一定品質の畳表であれば地域団体商標「びんご畳表」として流通している。これは備後産イグサが生産量不足であるため。これについて広島県藺製品商業協同組合は、「長い経験と良い藺草を選び抜ける目を保持している備後の畳表生産者は、備後地草（最高級といわれている備後地方で生産された藺草）に準ずる良質な藺草を購入して、消費者の皆さんの期待に背かない品質の備後畳表を供給しています。」と公表している。他産地イグサは熊本・高知県産などが用いられており、この場合「原草:熊本、製織:熊本（もしくは広島）、加工:広島」と自主的な検査シールを張って流通している。備後地草で織り上げた備後表には、特別な証紙「びんごうまれ・びんごそだち」がつけられてる。

## 沿革

### 筵・畳の誕生
飛鳥時代（7世紀後半）、御調郡内の古代山陽道沿いに位置した本郷平（現在の尾道市御調町丸門田）に寺があった（本郷平廃寺跡）。その寺で用いた“せん”の制作に筵が使われていたことが判っている。
鎌倉時代初期、備後の荘園は年貢として貢納を命じられている。
- 建久2年（1191年）、後白河院は河北荘[注 2]へ畳・ゴザなどの貢納を命じる[26]。
- 建久5年（1194年）、高野山金剛峯寺は大田荘[注 3]へ半畳12帖貢納を命じる[26]。

南北朝時代から室町時代の文献に「備後筵」が出てくる。この頃には備後の名がブランドとして定着していた、あるいはこの筵を畳表と同一視してこの頃から備後表の製造が行われていたとも考えられている。
- 『師守記』 : 貞和3年（正平2年/1347年）、中原師守は父師右の墓前供養した僧に備後筵2枚を布施した[3][26]。（備後筵の名が出てくる現存最古の資料[26]）
- 『大乗院寺社雑事記』 : 長禄4年（1460年）『若宮祭田楽記』に「備後筵十枚 代一貫二百文 百二十文宛 筵十枚代五百文」とある[26][28]。（産地名のない筵が10枚500文に対して、備後筵は10枚1貫200文と2.4倍の価値があった。）

文安2年（1445年）『兵庫北関入船納帳』には鞆船で350枚・尾道船で200枚以上の筵を兵庫に運んだ記録が残る。
室町時代、書院造が広まるに連れ畳表の需要が増えていった。天文・弘治年間（1532年-1557年）、沼隈郡山南村（現在の福山市沼隈町山南）で水田でイグサを栽培し引通表を製造していた記録が残る。ここから現在の備後表の歴史が始まった、あるいは備後表の産地の基盤が確立したものと考えられている。

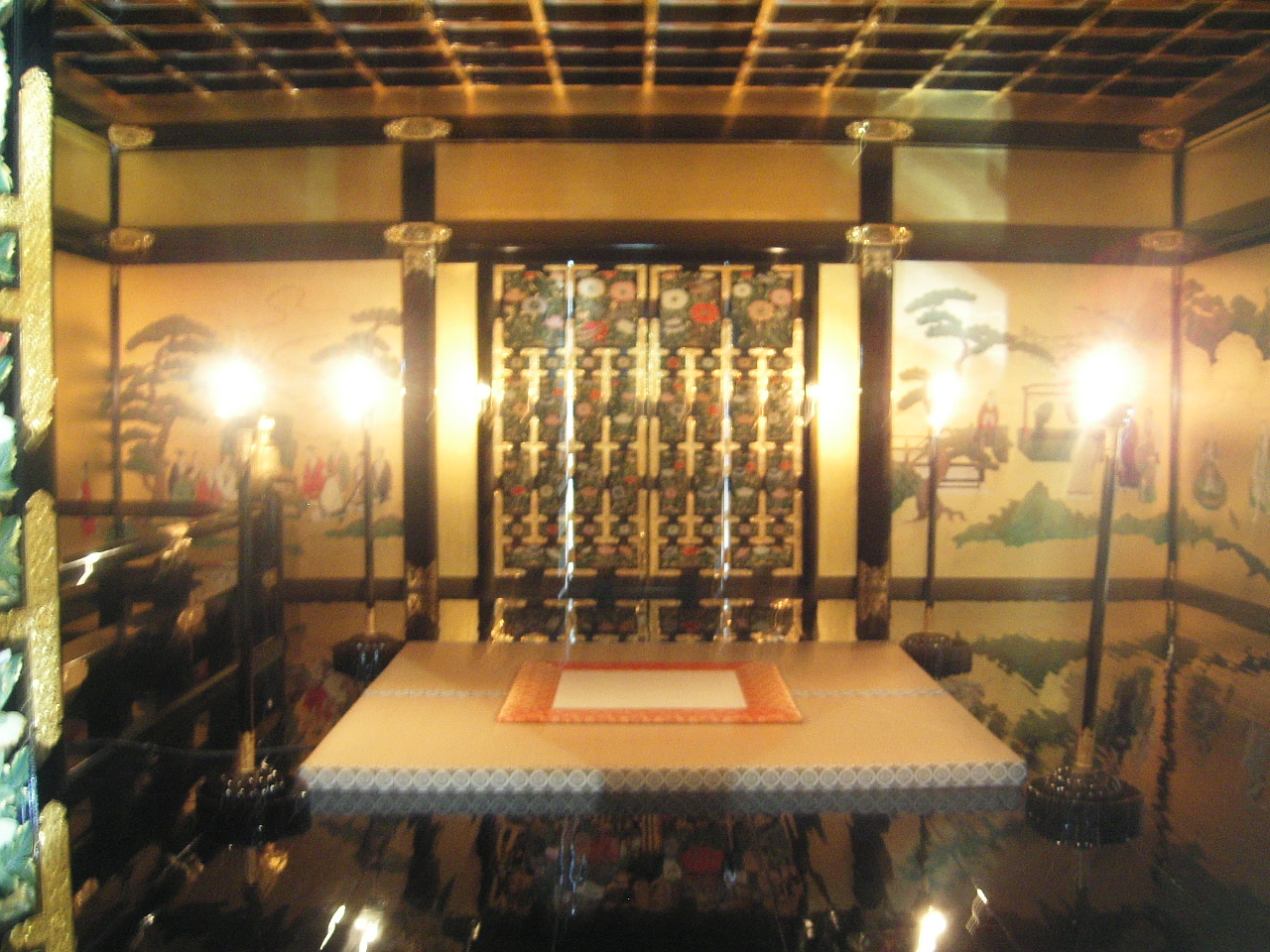
（復元）安土城天守内部。築城当時は備後表が用いられた。

安土桃山文化が繁栄していくにつれ、備後表の需要が高まっていたと考えられている。
- （天正4年（1576年）築城）安土城天守に「畳は備後表に高麗縁」が用いられた[26][5]。『信長公記』「御幸の御間」の説明で「御畳、備後面、上々に青目なり」とある[29]。
- 天正13年（1585年）、本願寺が摂津国中島に移るにあたり下間頼廉は備後国坊主・門徒中に備後表の調達を依頼、のちに沼隈山南の光照寺から本願寺へ300枚贈られた[32][29][31]。
- 慶長2年（1597年）、豊臣秀吉は尾道から畳表1,000枚の徴発を命じる[26]。また豊国神社に備後表が用いられた記録が残る[5]。

当時、引通表では長いイグサを用いるため、短いものは捨てられていたという。慶長元年（1596年、慶長5年（1600年）頃・慶長7年（1602年）とも）、沼隈郡山南村菅野の十郎左衛門（長谷川新右衛門/菅野十郎左衛門とも）が廃物となっていた短藺を用いて中指表（中継表）を発明した。
それまで捨てられていたもので製造できるようになったことで供給量が増え、それまでイグサを無理やり限界以上に長く育てていたが中継表ではそこまで必要なくなったことで用いるイグサの品質が上がることになり、イグサの茎の中ほどを使うため畳表の耐久力が上がることになる。のちに中継表が高級品として流通するようになるがいつ頃かは不明である。

### ブランド化と保護
江戸時代初期、この地は福島正則の広島藩が治めた。正則は備後表を藩の殖産事業とするべく製品改良に勧め、慶長7年（1602年）幕府に畳表3,100枚を献上した（献上表）。これを機に広島藩は『二十五疵之事』『御畳表掛目之事』『御畳表堅間横間定法並何配表と申訳の事』などのイグサおよび畳の品質規格を定める布令を出し、更に献上表改役を任命し検査に当たらせ、毎年献上表を献上することになる。（正則広島藩政時代に十郎左衛門が中継表を発明、正則はこれを喜んで十郎左衛門に報奨を与え、生産普及し、幕府に畳表を献上した、とする話もある）。
こうしたことでこの時点で備後表は不動の地位を築き上げた。『梵舜日記』などの記述から、この時代の京都で評価を受け大量に出回っていたとみられている。
元和5年（1619年）福島正則は改易、新たに備後福山藩が興り譜代大名水野勝成が入封、新たな広島藩には外様大名浅野長晟が入封する。つまり備後表産地の福山側が譜代福山藩、尾道側が外様広島藩と2つに分かれることになる。
福山藩は長門毛利氏・広島浅野氏・岡山池田氏ら西日本の外様大名の抑え“西国の鎮衛”として置かれ、一国一城令の下でも石高に対して破格の規模の福山城築城が許可された譜代大名であった。元和7年（1621年）勝成も幕府に数寄屋表など425枚を献上している。元和8年（1622年）幕府は福山藩の禄高不足を補うため、備後表9,000枚を買い上げる制度を始める（御用表、元和6年（1620年）からとも）。同元和8年福山藩は献上表に関して『九カ条御定法』を定めた『二十五疵之事』を独自に布達し品質規格を定め、献上表改役や表奉行を設置した。御用表・献上表を扱う福山藩は特に備後表のハイブランド化を進めており、手厚い保護と厳しい罰則が課せられている。
こうして江戸時代には大きく分けて3種類の備後表が流通していた。
御用表
公用表。幕府が福山藩から買い上げる畳表。
正保4年（1647年）から改まり、江戸町人北村彦右衛門を備後表座（御用畳請負商人）とし、まずそこで備後表を調達させてその中で良いもの選抜して幕府が買い上げることになった。福山藩では城下町入江近くにあった藺町に領内すべての畳表が集められ、そこで藩の御用表改役（検査）を経て、江戸・大阪・堺の備後表座へ引き渡された。またこの備後表座は幕府が買い上げなかった備後表を実質的に畳表問屋として全国に売りさばいており（商用表）、備後表の名声を全国に広める要因となった。
元禄11年（1698年）水野氏が無嗣断絶すると御用表改役は幕府直轄となり、元禄13年（1700年）松平忠雅が入封すると改役は天領笠岡代官所が担当し、元禄14年（1701年）阿部正邦が入封し阿部氏藩政は幕末まで続いたが改役はそのまま笠岡代官所が担った。元禄13年（1700年）から元文元年（1736年）まで、常石村敷名番所で船積みし、笠岡まで回送して納入していた。
明和7年（1770年）幕府は御用表の取り扱いを直支配から町人請負に改め、寛政元年（1789年）福山藩は町人請負から藩の請負制とした。
献上表
公用表。藩が幕府へ献上する畳表。
広島藩では献上表は藩が管轄し、正保元年（1644年）織村を御調郡14ヶ村に指定、表役所を栗原村に置いた。献上表改役（検査）は世襲制だった。浅野氏藩政は幕末まで続いたため、献上表体制はこのまま幕末まで続いた。
広島藩の方では、織村以外での製織の禁止、イグサの他領移出入の禁止、などの禁制がしかれている。献上表の検査項目は25ヵ条あった。それらを取り締まるため尾道に畳表役所を設けている。
福山藩では献上表は藩が管轄し、天和4年（1684年）織村を沼隈郡の村々に指定する。水野氏が無嗣断絶すると献上表は幕府直轄となった。次いで松平氏・阿部氏藩政時代では藩管轄となり、宝永7年（1710年）献上表改役は草深村表役所専属となった。阿部氏藩政は幕末まで続いたため、献上表体制はこのまま幕末まで続いた。
福山藩の方では献上表の製織に、染土の産地指定、婦人の製織の禁止、イグサ・染土の他領搬出や職人の他領縁組の禁止、など厳しい禁制がしかれた。一方で織村に、無利子貸付制度や農家保護・生産助長の施策など、優遇措置がとられている。
商用表
御用表・献上表の公用表以外で一般流通していた畳表。
公用表を納入した後に取引され、流通量は公用表よりも圧倒的に多く他藩にも売り出していた。藩は取り扱う商人に運上銀を課しており（株仲間）、これは藩にとって重要な財源となった。
広島藩領では尾道が拠点となり西廻海運で広く流通した。福山藩領では宝暦3年（1753年）から城下町以外での積み出しが許可され、鞆からも西廻海運で流通した。逆に西廻海運でイグサ栽培に用いる魚肥が運ばれてきた。
両藩ともに畳表・イグサの抜売りは禁止しており、運上銀が絡むため藩は厳しく取締った。広島藩では尾道で取締り、福山藩では明暦3年（1657年）沼隈郡浦辺に船56艘を置き山波に番所を設置、のちに鞆目付役も取締りにあたった。ただ広島藩ではイグサ不足を補うため備前産イグサ購入を黙認していた時期がある。福山藩領の沼隈郡西側の村々は藩へ尾道での畳表販売願いを出していること、文化12年（1815年）のみ許可された記録が残っている。
18世紀から日本の農村でも畳敷きが一般化し、畳の需要が増加した。一説には、18世紀後半から魚肥など金肥を用いたことでイグサ発育の上質化・イグサ栽培技術の進歩により備後表の質が飛躍的にあがり、結果需要拡大に繋がった、とされる。『和漢三才図会』に「表席は備後より産出するものを上とする」とある。また別の献上表も存在した。

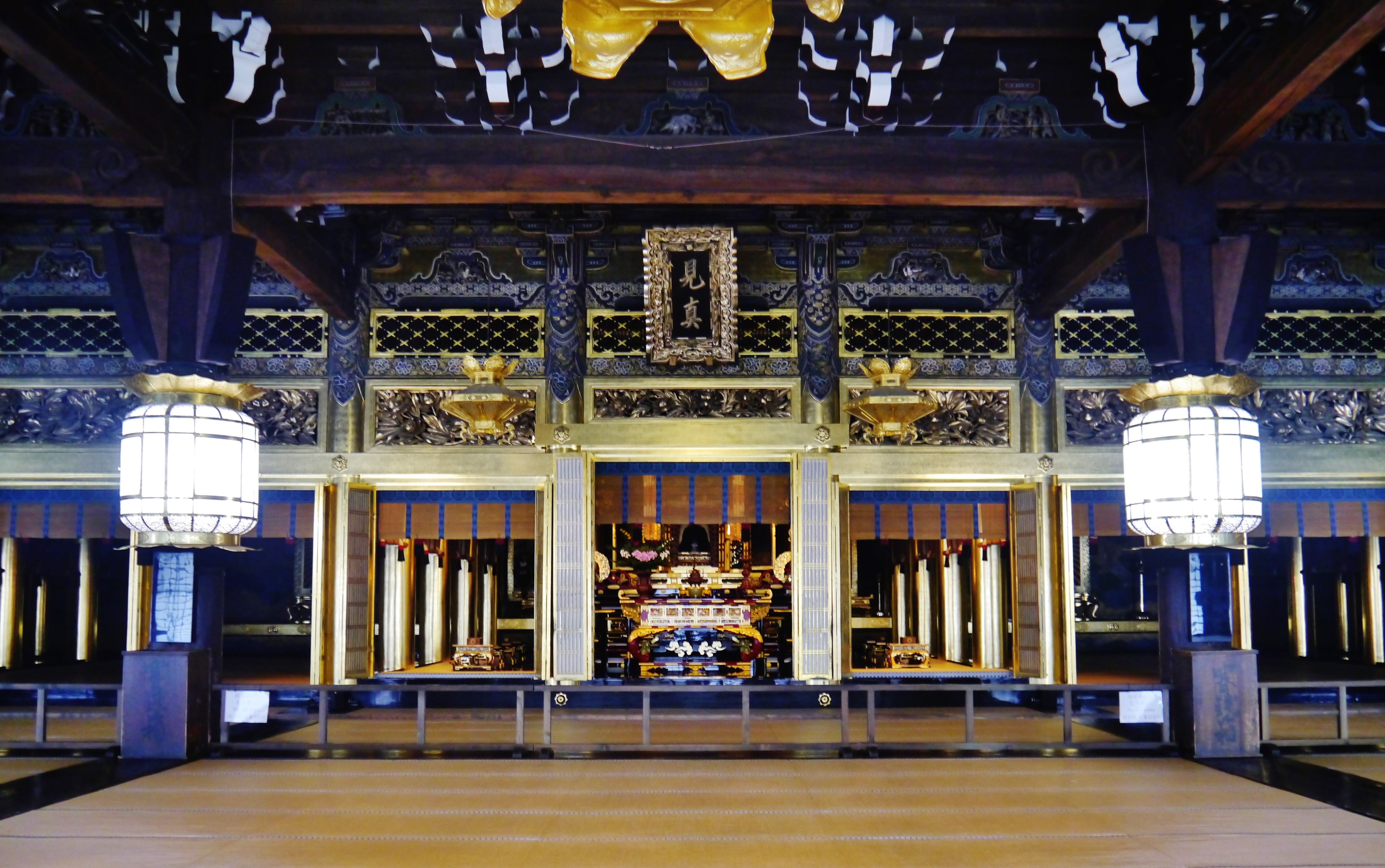
西本願寺御影堂。この畳が備後表かは不明。

備後御畳講
備後の浄土真宗本願寺派の講。本山西本願寺の堂舎修築のため、特産品である備後表を献上していた組織。
講が門徒から献金を募って、それで自国内で備後表を購入し、それを京都へ運んだ。近代に至るまで一国規模で数百枚もの畳表を献上し続けていた。西本願寺側は講に御講仏などの下賜品を付与するなど門徒から献金を出し続けさせる策をとっていた。
あくまで藩監視下での活動であり、藩境を超えて活動していた講はなかった。藩は領国益のため金銀の他国流出に目を光らせていたが、畳講は金銭ではなく畳表を流出していただけであったため、藩による過剰な統制はなかった。

### 近代化
廃藩置県後、公用表、藩による規制・取締の一切がなくなった。これによりイグサの生産量が増大し、備後表の製造・流通が増えることになった。
一方で取締がなくなったことで粗悪な畳表の流通量が増え、結果備後表のブランド価値が下がることになる。これに対し旧福山藩領の問屋・業者は粗悪品を防ぐため、1881年（明治14年）『畳表商同盟規約』を締結する。ただうまくいかず、更に畳表不況となる。同業組合準則の農商務省通達に伴い、県は同業組合の必要性を認め、1886年（明治19年）同盟規約を廃して沼隈郡で備後本口畳表業組合、御調郡で備後尾道尾道藺蓆組合を設立した。ただし組合の規約には強制力がなく、設立後組合は経営不振となっている。
また明治初期、日本で花莚製造が盛んになる。備後でも1889年（昭和22年）花筵工場が設立され勃興し始める。
国内の所得水準向上に伴い畳表の流通量は更に増えることになる。近代における藺莚業産地トップは岡山県であり、広島・福岡・大分などがそれに続いた。1898年（明治31年）岡山から足踏織機が導入され引通表も製織できるよう改造され、1906年（明治39年）沼隈郡神村（現在の福山市神村町）の枝広菊右衛門が新たな足踏織機を発明し特許を取得、ここから明治末期までに手織から足踏織機にほとんどが転換している。
1909年（明治42年）証紙の織り込みの規定を定める。これは重要物産同業組合法に基づき沼隈郡側で組合を再編し新たに備後本口畳表同業組合を設立、この中で畳表の規格の統一と検査事業に重点が置かれたことにより実施された。一方で御調郡側の備後尾道尾道藺蓆組合でも企画されたが、それにより尾道商人と御調郡内生産者とで対立が起り、1918年（大正6年）御調郡内生産者側は新たに備後本場畳表同業組合を設立した。
イグサの先刈りを最初に始めたのは1921年（大正10年）沼隈郡本郷村（現福山市本郷町）の石井五郎である。ただ当時は備後地方で普及しなかったという。1926年（大正15年）県立農事試験場はイグサの新品種を育成、翌1927年（昭和元年）沼隈郡千年村（現福山市沼隈町千年）で県立農事試験場千年藺草原苗圃が設置されそこで新品種の増殖配置が行われ、1929年（昭和4年）沼隈郡金江村（現福山市金江町）に県立農事試験場藺草指導場が設置され栽培試験と技術指導が進められた。
昭和天皇即位御大典に際し、沼隈・御調両郡から宮内庁へ93枚納入した。
1931年（昭和6年）、岡山から備後地方に初めて動力織機が導入され、以降動力織機が激増した。また交通網の近代化によって輸送交通手段が発達したことで販路が拡張した。1935年（昭和10年）には広島県イグサ作付面積が1,528町歩に達した。これは戦前戦後を通じて最高記録である。

### 縮小と再建
太平洋戦争中、戦時統制がしかれる。1946年（昭和21年）県下のイグサ作付面積は42町歩に激減した。そこから、イグサ栽培はわかりやすく現金収入になるため、沼隈・尾道周辺だけでなく広い範囲でたくさん栽培されていったという。
1957年（昭和32年）、県下の組合・連合会などが発展的解消合併、振興母体「広島県藺業協会」が発足する。ここで証紙・証糸が統一され、明確な品質保証規定が定められた。1960年（昭和35年）には動力選別機が導入され、結果生産量は飛躍的に増大した。昭和40年代（1965年以降）は生産量の最盛期であり年間約1,000万枚製造した。
ただこの1950年代から1960年代の高度経済成長時代、転機が訪れる。備後表産地周辺は瀬戸内工業地域として鉄鋼・造船など発達し、労働力が重工業へ移り農業の兼業化あるいは離農が進んだことで、備後表の産地規模が縮小していった。この時期に産地として台頭したのが九州、特に熊本八代地方・福岡筑後地方である。更に生活様式の変化つまり洋風建築の普及や敷物の多様化、農産物物流の国際化つまり安価な外国産イグサの流入が、縮小に拍車をかけることになる。またイグサは水稲用除草剤の影響を受けやすいため条件のよい圃場は限られて行き、生産者の高齢化および後継者不足も問題となった。

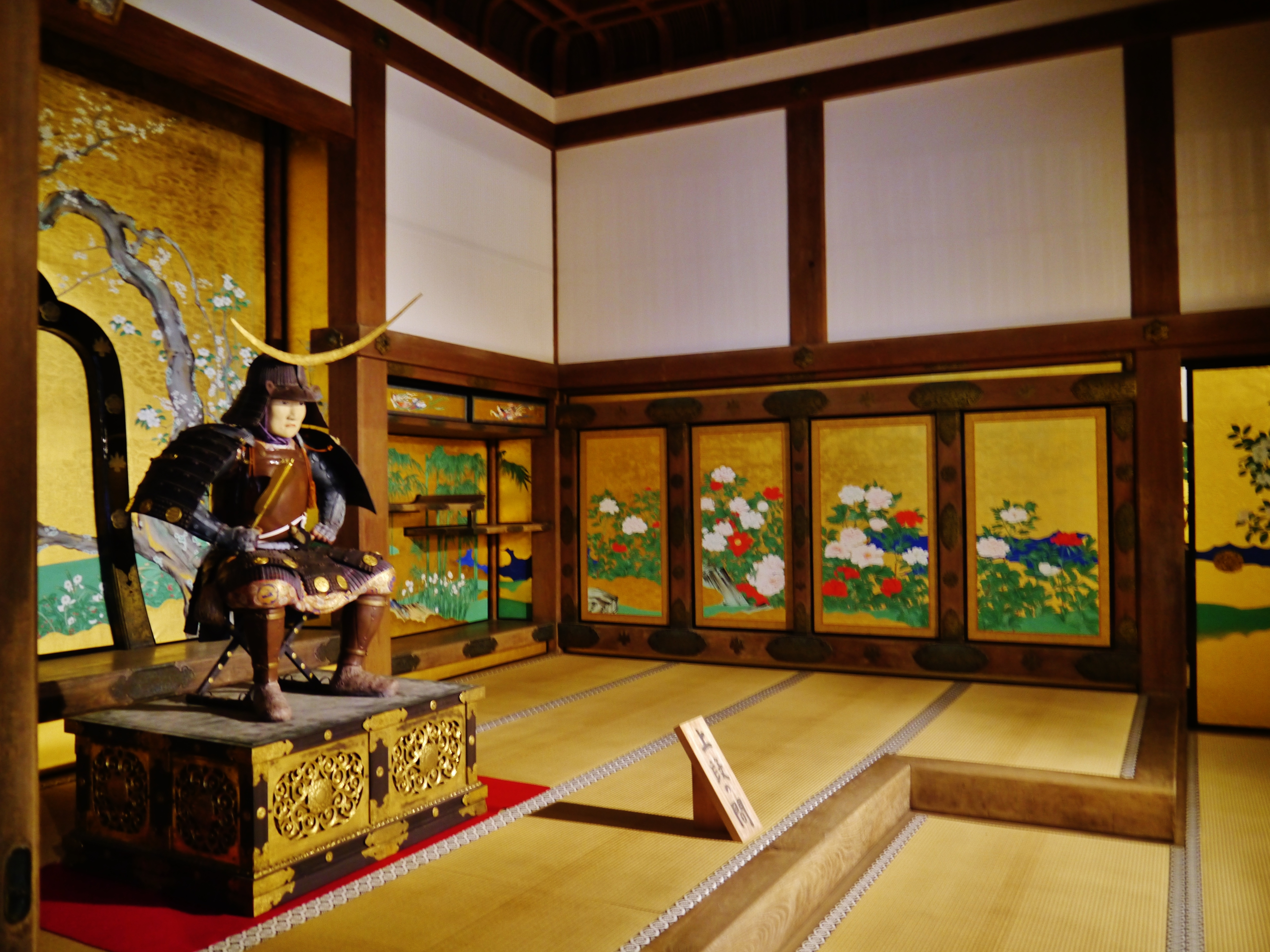
瑞巌寺本堂上段の間。平成の大修理の際に本堂にすべて備後表（中継ぎ表）が用いられた。ただしほぼ熊本産イグサの備後表である。本堂上々段の間6畳のみ備後イグサによる手織り中継ぎ表が用いられている。

備後表生産量歴代ピークは1973年（昭和48年）の1,299万枚。ただ国内イグサ生産面積割合で見ると、昭和50年代（1975年以降）熊本・福岡で全国の80%強、岡山・広島で10%弱。1990年（平成2年）時点で熊本県77%・福岡県14%と2県で全国の90%強を占め、岡山県は1%、広島県に至ってはそれ以下となっていた。
こうした中、1997年（平成9年）生産者・流通業者・関係者などで「特産い草、備後表産地推進協議会」を発足、PR・活性化運動を行った。2008年（平成20年）「びんご畳表」の名で地域団体商標登録。
ただ2006年・2007年の備後イグサ栽培面積約18ha。2010年代の備後イグサ圃場は、2016年12月時点で5戸10枚、2019年12月時点で3戸5枚、と減少の一途をたどっていた。
これに対し、2016年（平成28年）地元福山大学内で備後地域遺産研究会が発足、2018年（平成30年）これに畳表業界や建築関係者が加わり「備後表継承会」が設立された。ここで、イ草の植え付け体験や講演会、中継ぎ表技法の継承に取り組んでいる。またこれとは別の個人・団体も同様の活動に取り組んでいる。

## 文化

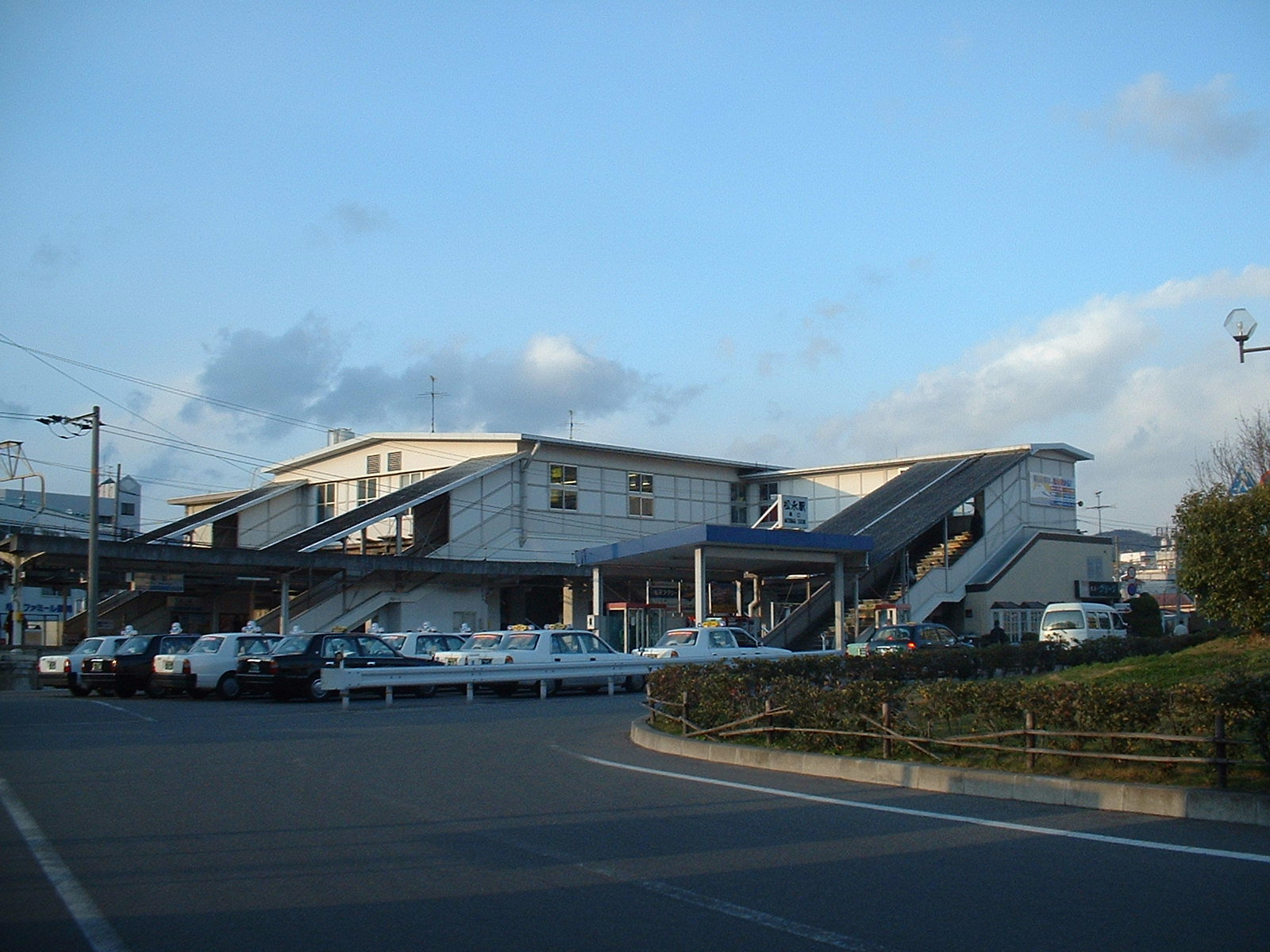
松永駅南口。右側のロータリー内に「びんご畳表の里」記念碑が2001年建立されている。

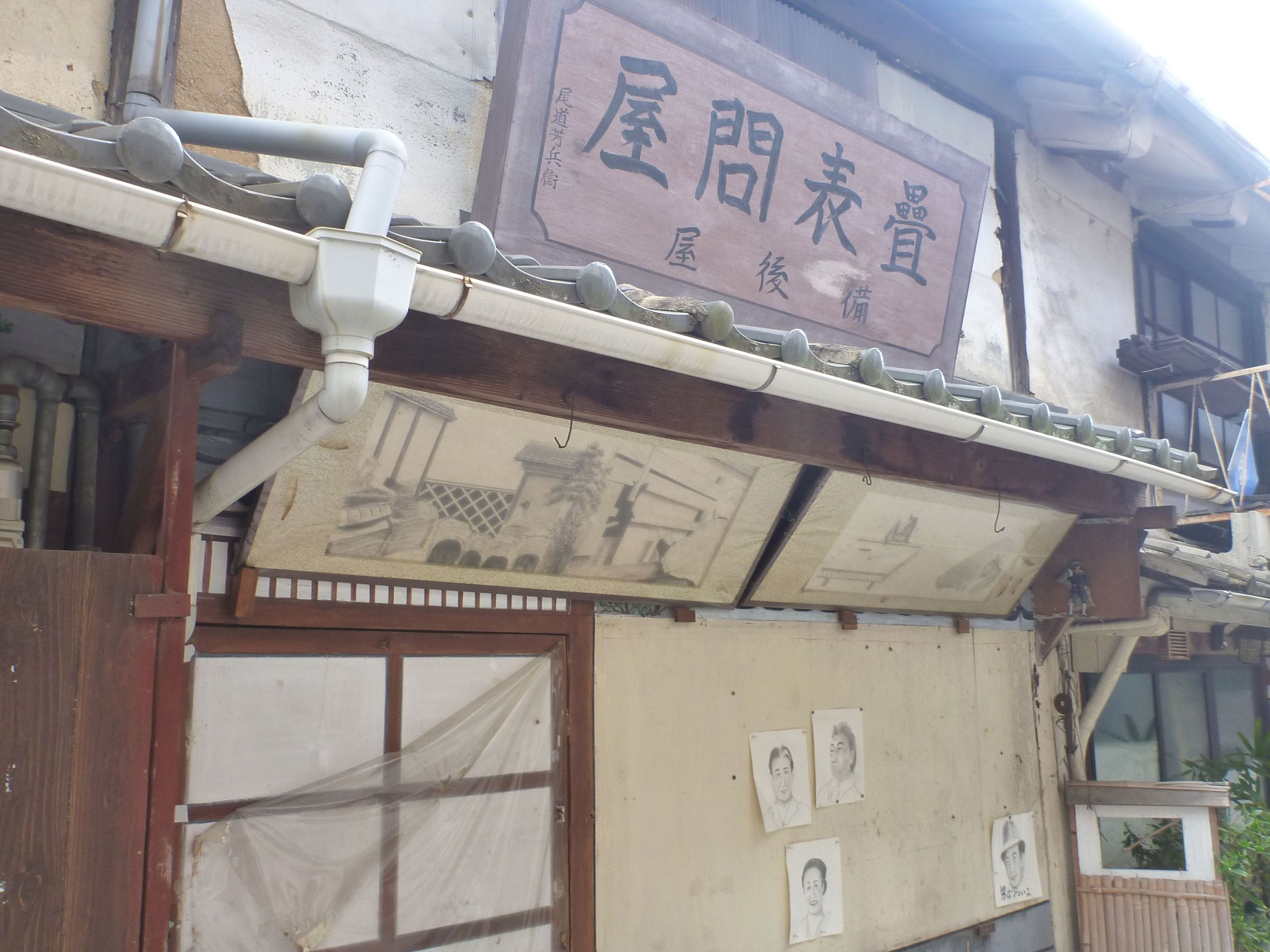
尾道市の畳問屋跡。

横山流
福山藩では初代藩主水野勝成時代からお抱えの畳職人がいた。その手縫いの畳作りの秘伝を持つ畳師の流派を横山流という。
寺岡製畳がその技を継承しており、現在は17代目にあたる。
『備後畳表の唄』
1998年びんご畳表PR用に制作。唄:九月順・檀上扶美子、作詞:河野悦三、作曲:三島美知子、踊:藤間流。著作権フリー。
イグサ製品
短いイグサを用いて、円座・編笠・花筵・浪人笠・置き畳・いぐさボードなどの民芸品も作られている。鞆では保命酒が売られているが、コモ包みという徳利をイグサで包装したものもある。これらも備後イグサを用いたものは高級品として出回っている。
福山のくわい
福山市の名産品の一つにクワイがある。クワイ栽培は、イグサを収穫した後作として始まった歴史がある。
信岡フラットミュージアム
福山市新市町戸手にある信岡邸をリノベーションしたミュージアム。
信岡家は江戸時代庄屋で、備後の西本願寺門徒代表であり畳講の元締であった。
ふくやま草戸千軒ミュージアム（広島県立歴史博物館）
福山市にある草戸千軒町遺跡からの出土品を中心に保存・展示する博物館。
地場産業である備後表の調査研究・関連資料の収集も行っている。
市場・問屋の現状
福山市昭和町はかつての藺町にあたるが都市開発により当時の様子は残っていない。
尾道市では長江1丁目の長江通りの町家が元々問屋街であり、現在でもその姿を残している。